# س. وارن هوليستر
س. وارن هوليستر (بالإنجليزية: C. Warren Hollister)‏ هو باحث ومؤرخ وأستاذ جامعي أمريكي، ولد في 2 نوفمبر 1930 في لوس أنجلوس في الولايات المتحدة، وتوفي بنفس المكان في 14 سبتمبر 1997.